# 德克斯特的實驗室
《德克斯特的实验室》（英語：Dexter's Laboratory；香港譯作「怪物實驗室」），是一部在卡通頻道播映的美國動畫，作者為俄裔美國漫畫家詹帝·塔達柯夫斯基。1996年—1998年由漢納巴伯拉動畫製作，2001年—2003年改由Cartoon Network Studios製作。

## 介紹
故事的基礎是一位大約8歲而名為德克斯特（Dexter）的神童。在他房間的書架後面，有一間塞滿各式先進器材的祕密實驗室，要進入必須說出不同的密碼，或啟動書櫃中的隱藏開關。德克斯特有個討人厭的姊姊「蒂蒂」（Dee Dee），經常擅自闖入他的實驗室，並破壞他的發明；許多集數都是圍繞在這個主題。
在1999年播出的一小時電影—《自大之旅》（Ego Trip）中，德克斯特進行時光旅行，並且遇到未來各個不同時期的自己，而《自大之旅》原本預計做為本系列的完結篇，但後來又繼續播兩季才宣告結束。
本作幽默之處，是在於德克斯特永遠都是處於孤立無援的情況，並常和他的姊姊發生激烈衝突，此外對於他的高智商和不擅社交有誇張的描述。亦打破當年電視卡通的傳統規則：「在每一集的結尾，角色和事物狀態都會回到正常的情況」；事實上，幾乎每一集都是在未解決的狀態下結束，且未提供讓角色和狀態回歸正常的方式，例如：德克斯特有一次不小心讓原生質（Protoplasm）發生突變，製造出了許多德克斯特和蒂蒂的複製人，整個實驗室被破壞並且完全消失。然而，每一集的開場回到可接受的「正常」狀況下。
此外，本作也針對知名卡通、超級英雄和電影做許多戲仿。

## 其它單元
在劇情較短的集數中會播放兩個小短篇，而中間時段播放另兩部動畫「呼叫猴子請按Ｍ」或「正義之友」，包含在主要影集的範圍內，在片頭的人物介紹裡也時常會列出其中角色。

### 呼叫猴子請按Ｍ
在片頭，德克斯特因為研究猴子得不到成果而懊惱時，就會有一位身屬地球防衛隊的女性召喚牠，猴子就會立刻變成超級猴子去拯救世人。

### 正義之友
葛羅利、維哈林和庫克是一間公寓的室友，而他們的主要挑戰是：如何在超級英雄的冒險舉動與平靜的生活在公寓中取得一個平衡點，例如：在片頭，為了更換一個壞掉的燈泡，維哈林先使用超音波震碎了舊的燈泡，然後葛羅利快速的飛去拿梯子，而庫克卻往葛羅利的頭上踩，此時維哈林駕馭著他的電吉他拿著新的燈泡回來，這時庫克又失誤的抓住維哈林，將他的頭插進燈座中，最後三人白忙一場。而葛羅利、維哈林也曾經在飛天小女警登場，此時的葛羅利是專為拯救世界的超人聯盟首領，另外他被叫作福氣超人、維哈林被叫作凡海倫。葛羅利亦是德克斯特的偶像。正義之友的標題是將DC漫畫的正義聯盟標題給卡通化，角色是取材於復仇者聯盟：葛羅利源自於美國隊長，Krunk則是出自於浩克，只有維哈林是由埃迪·范·海倫這位現實世界中的吉他歌手設計而來。
大部份的單元都是配上罐頭笑聲的情景喜劇，在當時的動畫界是不常見的。

## 角色
- 德克斯特（Dexter）

德克斯特（左）和姊姊蒂蒂（右）

配音員：馮友薇（第1集至第13集）→蔣篤慧（第14集至第78集）／呂佩玉（自大之旅，少年）／孫中台（自大之旅，中年）／孫德成（自大之旅，老年）；喜田亞由美
男主角，瘋狂的小科學家，8歲、紅髮。
美版的口音十分怪異，有些人認為是在模仿愛因斯坦，也有人認為是對30年代至60年代間的電影中「瘋狂科學家」的口音致敬。
認為姊姊是個笨蛋，但有時又不得不佩服她。
有一個怪癖，會將豆子轉化成金屬，但沒有明顯的原因，但在作品中曾被推測為是遺傳缺陷造成這種行為。
絕不會將實驗室的秘密讓父母知道。
- 蒂蒂（Dee Dee）

配音員：呂佩玉（第1集至第60集）→魏晶琦（第61集至第78集）；山川亞彌
女主角，德克斯特的姊姊，金髮，在本作最初設計角色比德克斯特先被設計出來。
討厭弟弟德克斯特「滿嘴」的「科學理論」，喜愛粉紅色的獨角獸（名叫寶妮派夫公主）。
無論德克斯特怎樣對他的實驗室設定密碼，蒂蒂總有辦法闖進德克斯特的實驗室，最後導致「一發不可收拾」的下場。
偶而會助參與幫忙德克斯特的實驗，就某些常識和生活習慣來說還比德克斯特平凡正常許多。
- 曼達克（Mandark）

配音員：陳美貞→李宛鳳→謝佼娟；鈴木勝美
帶著邪惡笑容的天才兒童，因為幼時父母讓他穿女裝還被德克斯特看見嘲笑，從此性格大變並長年怨恨德克斯特。
恐怖鴨(Quackor)的飼主，但對其真實身分一無所知。
暗戀蒂蒂到非常可怕的地步。房間裡甚至有一間專門放她模樣的娃娃、其個人照片的櫃子。
最初實驗室的技術比起德克斯特更加先進，但被德克斯特利用蒂蒂將其毀掉並重建後，只能勉強維持和他相同的科技水準，常用欺騙的手段（偶爾因為巧合）試圖偷走德克斯特的發明成就。
在後面幾季中改頭換面後變得更加邪惡，實驗室有別於原本明亮的風格，而是用「死星」裝飾。而計劃也更殘忍、更陰險。
父母親是嬉皮，父親叫風熊，母親叫海鳥，他們替曼達克取名為蘇珊。
- 爸爸（Dad）

配音員：魏伯勤；山本尚弘
與妻子的認識是在一場打雪仗遊戲開始。
看似個平凡的上班族，其實是位越野車手，是德克斯特怎樣也沒有料想到的。
- 媽媽（Mom）

配音員：呂佩玉（第1集至第60集）→王瑞芹（第62集至第78集）；山門久美
家庭主婦。跟德克斯特一樣常戴手套，但這麼做是為了做家事。
- 電腦（Computer）

配音員：呂佩玉→王瑞芹；佐藤佑子
德克斯特實驗室中的電腦系統。
- 歐佳/拉拉娃娃（Olga/Lalavava）

曼達克的妹妹，與蒂蒂是芭蕾舞的死對頭。
- 葛羅利

配音員：郭如舜；岡野浩介
- 維哈林

配音員：魏伯勤；荻原秀樹
- 庫克

配音員：魏伯勤；中田雅之

## 集數列表
| 季數   | 分集   | 集数   | 集数   | 首播日期       | 首播日期       |
| 季數   | 分集   | 集数   | 集数   | 首映           | 季终           |
| ------ | ------ | ------ | ------ | -------------- | -------------- |
| 試播季 | N/A    | 4      | 4      | 1995年2月26日  | 1996年3月10日  |
| 1      | 39     | 13     | 13     | 1996年4月28日  | 1997年1月1日   |
| 2      | 108    | 39     | 39     | 1997年7月16日  | 1998年6月15日  |
| 電影版 | 電影版 | 電影版 | 電影版 | 1999年12月10日 | 1999年12月10日 |
| 3      | 36     | 13     | 13     | 2001年11月16日 | 2002年9月20日  |
| 4      | 38     | 13     | 13     | 2002年11月22日 | 2003年11月20日 |

## 外部連結
- 台灣官方網站
- 美國官方網站 （页面存档备份，存于）
- 互联网电影数据库（IMDb）上《德克斯特的實驗室》的资料（英文）
- 大卡通上《德克斯特的實驗室》的資料